# Perekop, Armeansk
Perekop (în ucraineană Перекоп) este un sat în comuna Suvorove din orașul regional Armeansk, Republica Autonomă Crimeea, Ucraina.

## Demografie
Componența lingvistică a localității Perekop
     Rusă (48,88%)
     Tătară crimeeană (25,84%)
     Ucraineană (22,71%)
     Română (1,34%)
     Alte limbi (0,78%)
Conform recensământului din 2001, nu exista o limbă vorbită de majoritatea populației, aceasta fiind compusă din vorbitori de rusă (48,88%), tătară crimeeană (25,84%), ucraineană (22,71%) și română (1,34%).